# Mantup (plaats)
Mantup is een bestuurslaag in het regentschap Lamongan van de provincie Oost-Java, Indonesië. Mantup telt 6185 inwoners (volkstelling 2010).